# Choi Seung-ja
Pour les articles homonymes, voir Choi.
Dans ce nom coréen, le nom de famille, Choi, précède le nom personnel.
Choi Seung-ja (en hangeul : 최승자) est une poète sud-coréenne née en 1952.

## Biographie
Née à Yeon-gi dans la province de Chungcheongnam-do en Corée, Choi Seung-ja a fréquenté le lycée des filles Sudo et a obtenu son diplôme de premier cycle en littérature allemande à l'université de Corée. Elle a fait ses débuts littéraires en 1979, lorsque quatre de ses poèmes, dont Un amour de cette génération (Isidae-ui sarang), furent publiés dans la revue Littérature et Intelligence (Munhakgwa jiseong).

## Œuvre
La poésie de Choi Seung-ja peut être caractérisée comme la langue du désespoir. Le désespoir de Choi, cependant, n'est pas une chose accablante qui noie le lecteur dans la noirceur mais il renvoie paradoxalement à une certaine détermination de poursuivre la vie de manière plus vigoureuse encore. Son premier recueil de poèmes Un amour de cette génération (Isidae-ui sarang) explore la destruction du sens de la vie dans la société moderne tout étant dans le même temps un appel à l'amour et à la liberté. Son deuxième volume de poésie Un joyeux journal (Jeulgeo-un ilgi) dépeint les vies tragiques qui n'arrivent à trouver du sens que dans des situations extrêmes.  
Pour atteindre la parfaite affirmation de la vie, Choi choisit de rejeter le monde dans sa globalité. Cette perspective du tout-ou-rien de la vie, que certains critiques ont appelé « l'écriture méthodique du désespoir » a été le fondement de son imagination poétique. Dans Le désespoir du souvenir (Gi-eogui jeolmang), la poète fait une autre déclaration paradoxale : « la poésie peut être vaincue en l'écrivant ». Le noirceur parfois extrême contenue dans sa poésie devient, à son tour, le matériel pour une nouvelle poésie et l'écriture de cette poésie est une force pour surmonter le désespoir ou la mélancolie. En d'autres termes, le poète qui a choisi le « désespoir » comme méthode ou comme imaginaire poétique doit être ouvert à tout, doit être vide à l'intérieur afin qu'il puisse tout accepter et absorber. Ce vide, pour ainsi dire, est l'élan derrière l'imagination poétique de Choi Seung-ja.